# Sądy podziemne

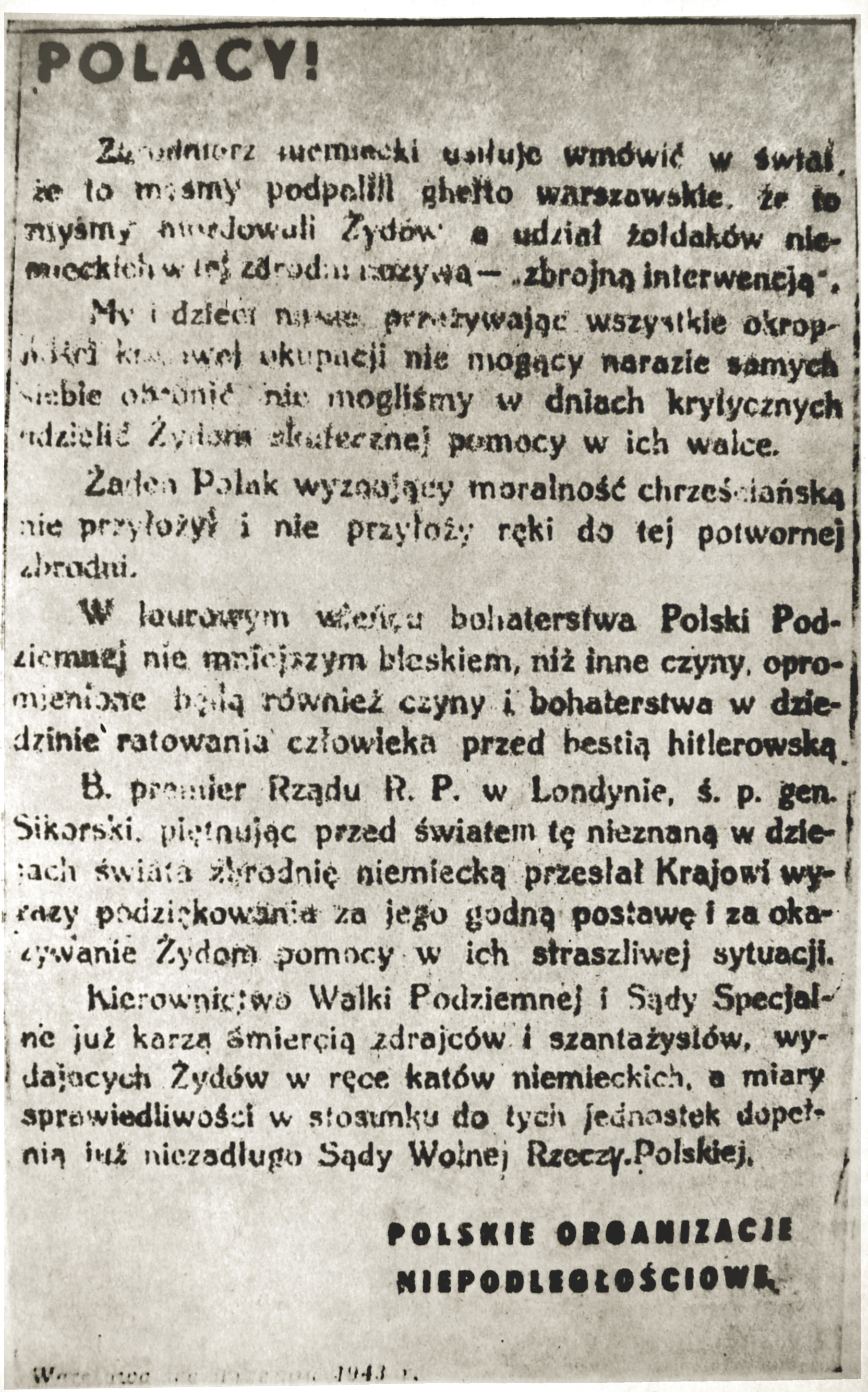
Ulotka z 1943 zapowiadająca kary śmierci dla "zdrajców i szantażystów" denuncjujących ukrywających się Żydów

Sądy podziemne - cywilne i wojskowe sądy specjalne działające w okupowanej Polsce 1940-1945 jako sądy państwowe.

## Historia
Podstawę do powołania sądów podziemnych stanowiła uchwała Komitetu Ministrów dla Spraw Kraju z 16 kwietnia 1940, która stanowiła: Wydawanie wyroków śmierci na prześladowców, zdrajców, szpiegów i prowokatorów należy do kompetencji specjalnych sądów.... W wykonaniu uchwały została opracowana w maju 1940, przez rząd w Londynie, ustawa o ich ustroju (kodeks) - określająca skład sądu, procedurę i "tryb" wykonywania wyroków. Komplet sądzący składał się z trzech sędziów, z których co najmniej jeden powinien być sędzią, adwokatem a w ostateczności mieć wykształcenie prawnicze. Rozprawy były tajne. O wezwaniu lub doprowadzeniu oskarżonego decydował przewodniczący, jednak pod warunkiem, że nie groziło to dekonspiracją. Nieobecnego oskarżonego bronił adwokat "z urzędu". Od wyroku sądu nie przysługiwało odwołanie, jednak musiał być on zatwierdzony przez delegata rządu. Sądy orzekały karę śmierci za przestępstwa opisane w art. 99 - 113 polskiego Kodeksu Karnego z 1932, w ustawach o szpiegostwo i w przywołanym wyżej kodeksie z maja 1940: Kto dopuszcza się zbrodni zdrady, szpiegostwa, prowokacji, denuncjacji lub nieludzkiego prześladowania i krzywdzenia ludności polskiej - podlega karze śmierci.

### Wykonywanie wyroków
Wyroki były wykonywane przez egzekutywę Kierownictwa Walki Cywilnej (KWC), przez specjalne grupy wyznaczone przez jednostki Armii Krajowej jak Referat 993/W, a także inne organizacje współpracujące z KWC. W ich skład nie mogli wchodzić harcerze i nieletnia młodzież.
Pierwsze wyroki śmierci wykonano 3 lub 4 marca 1943 na Romanie Leonie Święcickim za czynny udział w łapankach i pracę w sądach niemieckich oraz na Izydorze Ossowskim, szczególnie gorliwym urzędniku niemieckiego urzędu pracy (Arbeitsamtu). O wykonaniu wyroku powiadomiono społeczeństwo przez radio i podziemną prasę, a także rozkolportowano w Warszawie 3000 czerwonych plakatów informacyjnych.
W 1940 utworzono Sądy Kapturowe ZWZ, przemianowane w 1941 na Wojskowe Sądy Specjalne, które sądziły na podstawie kodeksu opracowanego w kraju, zawierającego wytyczne proceduralne i określające stosowanie prawa materialnego (sądziły głównie w przypadkach zdrady, szpiegostwa, denuncjacji).
W 1942 utworzono Cywilne Sądy Specjalne (sądziły głównie za zbrodnie przeciw narodowi i państwu polskiemu, kolaborację z okupantem, bandytyzm). 
Do sądzenia spraw mniejszej wagi utworzono Komisje Sądzące Walki Podziemnej (orzekały karę infamii, nagany i upomnienia).